# Polyschema indicum
Polyschema indicum är en svampart som beskrevs av Behera, Mukerji & K.R. Sharma 1973. Polyschema indicum ingår i släktet Polyschema, divisionen sporsäcksvampar och riket svampar.   Inga underarter finns listade i Catalogue of Life.